# Elodie Jakob
Elodie Jakob (* 8. Oktober 1993) ist eine Schweizer Siebenkämpferin. 

## Sportliche Laufbahn
2009 nahm Elodie Jakob an den Jugendweltmeisterschaften in Brixen teil und belegte dort im Siebenkampf den fünften Platz. 2010 wurde sie bei den Juniorenweltmeisterschaften im kanadischen Moncton Zwölfte. Bei den Junioreneuropameisterschaften 2011 in Tallinn stellte sie einen neuen Schweizer Juniorinnenrekord von 5657 Punkten auf und belegte damit Platz acht. Bei den Juniorenweltmeisterschaften 2012 in Barcelona musste sie ihren Wettkampf vorzeitig aufgeben. 2013 nahm sie bei den U23-Europameisterschaften im finnischen Tampere im Hürdensprint teil, schied dort aber bereits im Vorlauf aus. 2015 konnte sie sich für die U23-Europameisterschaften in Tallinn qualifizieren und belegte dort den siebten Platz mit 5746 Punkten.
Sie ist zweifache Schweizer Meisterin.

## Persönliche Bestleistungen
- 100 m Hürden: 13,54 s, 15. August 2015 in Lausanne
- 60 m Hürden (Halle): 8,74 s, 6. Februar 2016 in Magglingen
- Siebenkampf: 5803 Punkte, 16. August 2015 Lausanne